# 씽2게더
《씽2게더》(영어: Sing 2)는 2021년 개봉한 미국의 컴퓨터 애니메이션 영화이다. 일루미네이션 엔터테인먼트이 제작하고 유니버설 픽처스가 배급하였다. 2016년 공개된 《씽》의 속편이다.

## 줄거리
첫 번째 영화의 사건 이후 버스터 문은 새로 재건된 극장으로 번창하고 있다. 조니, 미나, 로지타, 군터 및 미스 크롤리는 그의 승무원으로 일하고 애쉬는 솔리스트로 연주한다. 크리스털 엔터테인먼트에서 일하는 탤런트 스카우트 개인 수키 레인은 하이하이에게 근처 레드쇼어시티에서 성공하지 못할 것이라고 말했다. 나나 누들맨의 격려에 힘입어 버스터는 승무원을 재결합하고 인상을 남기기 위해 도시로 향한다.
그들은 크리스탈 엔터테인먼트에 들어갈 수 없게 되었지만 예능계의 거물 지미 크리스탈과 함께 오디션을 보기 위해 잠입하게 된다. 지미가 버스터의 오리지널 쇼 피치에 관심이 없기 때문에 군터는 그의 아내 루비가 죽은 후 15년 동안 볼 수 없었던 전설적인 록스타 사자 클레이 캘러웨이의 노래를 특징으로 하는 우주 테마 공상과학 뮤지컬을 제안한다. 흥미롭고 클레이가 쇼의 일부가 될 것이라고 가정하고 지미는 그것을 승인한다.
미스 크롤리는 클레이가 사는 곳을 찾아 그를 방문하지만 일련의 부비 트랩으로 그녀를 겁준다. 제작 과정에서 로지타는 고소공포증을 일으켜 버스터가 로지타의 역할을 지미의 딸인 포르샤에게 맡기도록 촉구하고 로지타는 부역으로 강등된다. 조니는 최고의 안무가 몽키 클로스 키켄클로버(Monkey Klaus Kickenklober)와 함께 작업하도록 지정되었지만 그의 가혹한 교수법은 조니를 배울 수 없게 만든다. 조니는 나중에 그를 도와 주기로 동의 한 누시라는 스트리트 댄서 스라소니를 만난다. 미나는 자기 중심적인 배우 야크 인 다리우스와 함께 낭만적 인 장면에 캐스팅되었다. 사랑에 빠진 적이 없는 미나는 장면에서 감정을 전달할 수 없다. 그녀는 나중에 알폰소라는 아이스크림 상인 코끼리를 보고 사랑에 빠진다. 지미는 결국 버스터가 쇼에 대해 클레이에게 연락하지 않았으며 전달하지 않으면 버스터를 해치겠다고 위협한다는 사실을 알게된다.
애쉬와 버스터는 클레이를 방문하여 그가 쇼에 참여하도록 설득한다. 처음에는 거절하지만 애쉬는 마음을 바꾼다. 극장으로 돌아온 버스터는 포르샤의 연기 기술이 좋지 않기 때문에 포르샤에게 로지타와 역할을 바꾸도록 요청한다. 포르샤는 이것을 버스터가 그녀를 해고하고 도망가는 것으로 잘못 해석한다. 분노한 지미는 버스터를 벽장에 가두기 전에 텔레비전에서 방송된 후 펜트하우스 지붕에서 버스터를 떨어뜨릴 뻔했다. 수키는 나중에 버스터를 풀어주고 지미가 그를 죽이기 전에 레드쇼어시티를 떠나라고 경고한다. 애쉬는 승무원과 클레이와 함께 호텔 방에 도착한다. 그는 버스터에게 자신처럼 달리거나 숨지 말라고 조언한다. 버스터는 지미가 텔레비전에서 자신과 친구들을 모욕하는 것을 목격한 후 그날 밤 지미의 등 뒤에서 출연진과 제작진을 쇼에 출연시키기로 결정한다. 포르샤가 쇼에 다시 합류하고 조니는 아버지와 그의 갱단을 불러 와서 지미와 그의 보디 가드를 막고 로지타는 남편 노먼에게 전화하여 자녀가 보안을 방해하도록한다.
쇼가 진행되는 동안 질투심 많은 클로스가 조니의 공연 파트너를 대신하여 그의 번호를 훼손하지만 조니는 누시와 다른 댄서들의 격려로 클로스를 물리치고 마침내 클로스의 존경을 얻는다. 포르샤는 화난 아버지에게 맞서 에너지 넘치는 노래와 춤을 선보이다. 미나는 다리우스를 알폰소로 시각화하고 그와 함께 낭만적인 듀엣을 성공적으로 수행한다. 쇼를 중단하려는 마지막 시도에서 지미는 버스터를 높은 캣워크에서 떨어뜨리고 로지타는 버스터를 구하기 위해 고소공포증을 극복해야 한다. 클레이가 무대에 오를 시간이 되자 그는 아직 준비가 되지 않았다고 주장한다. 애쉬는 클레이의 노래 중 하나를 연주하여 군중을 이끌고 공연할 용기를 준다. 커튼 콜 후 지미는 수키가 경찰에 체포되도록 쇼에 대한 공로를 인정하려고한다.
하이하이와 그의 친구들이 다음날 아침 집으로 돌아오기 시작하자 수키는 그들을 멈추고 마제스틱이 그들의 쇼를 하고 싶다고 말한다. 출연진이 첫 공식 공연을 시작하자 버스터는 레드쇼어 시티에서 성공한 것을 자랑스럽게 여기며 VIP석에서 지켜본다.

## 출연진
- 매튜 매커니히 / 윤용식 - 버스터 문 역
- 리스 위더스폰 / 한경화 - 로지타 역
- 닉 크롤 / 남도형 - 군터 역
- 스칼렛 요한슨 / 김도영 - 애쉬 역
- 태런 에저턴 / 진영 - 조니 역
- 바비 카나베일 / 이장원 - 지미 크리스탈 역

### 조연
- 할시 / 이새벽 - 포르샤 목소리 역
- 퍼렐 윌리엄스 / 이민규 - 알폰소 목소리 역
- 에릭 안드레 / 황창영 - 다리우스 목소리 역
- 보노 / 윤도현 - 클레이 목소리 역
- 가스 제닝스 / 정재헌 - 미스 크롤리 목소리 역
- 러티샤 라이트 / 김나율 - 누시 역